# Алаєв Сергій Анатолійович
Сергій Анатолійович Алаєв (нар. 6 квітня 1983, Чернігів, УРСР) — український футболіст, нападник.

## Життєпис
У ДЮФЛУ з 1998 по 2000 рік виступав за чернігівську «Юність». Першим професіональний клубом Сергія стала «Десна», у футболці якої дебютувала 12 травня 2000 року в переможному (3:1) домашньому поєдинку 20-го туру групи В Другої ліги України проти полтавської «Ворскли-2». Алаєв вийшов на поле на 61-й хвилині, замінивши Ігора Ляшенка. Першим голом у професіональному футболі відзначився 30 квітня 2002 року на 22-й хвилині переможного (2:0) виїзного поєдинку 25-го туру групи В Другої ліги України проти полтавської «Ворскли-2». Алаєв вийшов на поле в стартовому складі, а на 86-й хвилині його замінив Олександр Кожем'яченко. У 2004 році виступав в оренді за «Полісся» (Добрянка) в аматорському чемпіонаті України. У складі чернігівського клубу провів сім з половиною сезонів.
Напередодні старту сезону 2007/08 років підсилив «Гірник-Спорт». У футболці клубу з Горішніх Плавнів дебютував 20 липня 2007 року в переможному (4:0) домашньому поєдинку 1-го попереднього раунду кубку України проти харківського «Газовика-ХГВ». Сергій вийшов на поле в стартовому складі та відіграв увесь матч. За «Гірник-Спорт» у Другій лізі України дебютував 25 липня 2007 року в програному (0:3) виїзному поєдинку 1-го туру групи Б проти криворізького «Гірника». Алаєв вийшов на поле в стартовому складі та відіграв увесь матч. Дебютними голами в Другій лізі відзначився 3 серпня 2007 року на 10-й та 24-й хвилині переможного (3:1) виїзного поєдинку 3-го туру групи Б проти харківського «Газовика-ХГВ». Сергій вийшов на поле в стартовому складі, а на 90-й хвилині його замінив Дмитро Федоренко. У команді провів один сезон, за цей час у Другій лізі зіграв 29 матчів (10 голів), а також 2 матчі (2 голи) в кубку України.
На початку сезону 2008/09 років перебрався в «Сталь». У футболці дніпродзержинського клубу дебютував 15 серпня 2008 року в переможному (3:1) домашнього поєдинку 5-го туру групи В Другої ліги України проти донецького «Олімпіка». Алаєв вийшов на поле на 55-й хвилині, замінивши Анатолія Подробаху. У серпні — на початку вересня 2008 року зіграв 4 матчі в «Сталі». Другу половину сезону 2008/09 років провів в аматорському «Поліссі» (Добрянка). Напередодні старту сезону 2010/11 років повернувся до «Десни», у складі якої зіграв 17 матчів (4 голи) в Другій лізі України. По завершенні сезону закінчив професіональну кар'єру.
Виступав на аматорському рівні за «ЛТК-Славутич» (Чернігів), «Авангард» (Корюківка) та «Мену».